# NOGIZAKA46 Mai Shiraishi Graduation Concert ～Always beside you～
《NOGIZAKA46 Mai Shiraishi Graduation Concert 〜Always beside you〜》是日本女子偶像組合乃木坂46在2020年10月28日舉行的演唱會，於2021年3月10日以DVD和藍光光碟的形式發售，為乃木坂46的第10部現場影像作品。

## 背景與發行
2020年4月28日，乃木坂46成員白石麻衣原定在同年5月5日至5月7日於東京巨蛋舉行的公演後畢業，不過東京巨蛋公演受到2019冠狀病毒病日本疫情影響而取消，儘管如此她同時提到將會另覓時間和場地舉行畢業公演。8月20日，她在自己的生日於其YouTube頻道宣佈畢業公演會以網上直播的形式舉行，為乃木坂46史上首次以網上直播的形式舉行演唱會。10月28日公演舉行前，ABEMA播放關於公演的直播節目，出席嘉賓有大原櫻子、武井壯和四千頭身，另外由乃木坂46成員山崎怜奈擔任主持人的FM東京節目《山崎怜奈的曾想對誰說的事》則進入會場進行直播。公演分別在Rakuten TV、ABEMA、ZAIKO、Stagecrowd、Streaming+、BARON STREAM、PIA LIVE STREAM、Hulu以及LINE LIVE上直播，其中由於太多人使用Rakuten TV，導致該平台的直播時間晚了半小時，雖然公演本來沒有留檔直播，鑑於Rakuten TV的情況而特意開放讓相關用家能夠在翌日內重看，各平台總計售出22萬9千張電子門票，其中一萬張來自台灣、香港、新加坡、澳門和中國大陸，推測收看人數達68萬7千人。2021年2月8日，乃木坂46宣佈推出公演的DVD和藍光光碟影像。同年2月25日，公開了封面，3月6日則公開其中收錄的《白石麻衣畢業公演製作特輯》的預告片。
在Oricon公信榜中，公演的DVD和藍光光碟的首週銷量分別是約1.2萬和約3.5萬，DVD藍光合計約4.8萬，在三榜中均取得首位，為乃木坂46累計第3部影像作品同時取得三榜首位，DVD榜連續5部作品均取得首位，藍光光碟榜則是連續8部，追平由Perfume保持「獲得音樂藍光光碟累計首位最多的女藝人」的紀錄，同時以9部作品追平同樣由Perfume保持的「獲得DVD和藍光光碟合算榜累計首位最多的女藝人」的紀錄。

## 收錄內容
| DISC1 | DISC1               |
| 曲序  | 曲目                |
| ----- | ------------------- |
| 1.    | Overture            |
| 2.    | 離岸少女            |
| 3.    | 來吧Shampoo         |
| 4.    | 制服模特兒          |
| 5.    | 世界上最孤獨的Lover |
| 6.    | 窗簾圍繞            |
| 7.    | 不想失去            |
| 8.    | 髮夾                |
| 9.    | 蜃景                |
| 10.   | 黎明來臨前無須逞強  |
| 11.   | 慢慢恢復中          |
| 12.   | 彈額頭              |
| 13.   | 就這樣吧            |
| 14.   | 流星的士高          |
| 15.   | 性急的蝸牛          |
| 16.   | 契機                |
| 17.   | 澀谷BLUES           |
| 18.   | 同步巧合            |
| 19.   | 大影響家            |
| 20.   | 再見的意義          |
| 21.   | Girls' Rule         |
| 22.   | 掰掰。              |
| 23.   | 幸福的保護色        |

| DISC 2 | DISC 2                   |
| 曲序   | 曲目                     |
| ------ | ------------------------ |
| 1.     | 公演後直播影像           |
| 2.     | 白石麻衣畢業公演製作特輯 |

## 外部連結
- NOGIZAKA46 Mai Shiraishi Graduation Concert 〜Always beside you〜 （页面存档备份，存于）
- YouTube上的【LIVE】Mai Shiraishi Graduation Concert 〜Always beside you〜（for J-LODlive）

- YouTube上的
- YouTube上的
- YouTube上的
- YouTube上的